# El Cerrito, Chilcuautla
El Cerrito är en ort i Mexiko.   Den ligger i kommunen Chilcuautla och delstaten Hidalgo, i den sydöstra delen av landet, 100 km norr om huvudstaden Mexico City. El Cerrito ligger 1 851 meter över havet och antalet invånare är 141.
Terrängen runt El Cerrito är kuperad åt nordväst, men åt sydost är den platt. El Cerrito ligger nere i en dal. Runt El Cerrito är det tätbefolkat, med 308 invånare per kvadratkilometer. Närmaste större samhälle är Ixmiquilpan, 17,7 km norr om El Cerrito. Trakten runt El Cerrito består till största delen av jordbruksmark.